# كنائس السلام في الشرق الأوسط
كنائس السلام في الشرق الأوسط (CMEP) هي منظمة غير ربحية أمريكية مقرها واشنطن العاصمة. تأسست في عام 1984، وبدأت كمنظمة ضغط تمثل الكنائس الرئيسية التي راجعت قضايا حقوق الإنسان، ونقل الأسلحة، وعملية السلام في الشرق الأوسط بهدف إعطاء الكنيسة صوتًا في اعتبارات السياسة الأمريكية في هذا المجال. باعتبارها تحالفًا يضم 34 طائفة ومنظمة مسيحية أمريكية ذات خلفيات محافظة وليبرالية، فإنها تعمل على تعزيز الأمن والعدالة والمساواة في إسرائيل وفلسطين والشرق الأوسط على نطاق أوسع. إنهم يتفقون على أهداف سياسية رئيسية تهدف إلى تحقيق السلام الدائم، ويتواصلون بانتظام مع كبار القادة، بما في ذلك المسؤولون من البيت الأبيض، والكونجرس، ووزارة الخارجية، ورؤساء الدول الأجنبية.

## المناصرة
تدعو مواقف سياسة الكنائس إلى تحقيق سلام عادل ودائم بين الإسرائيليين والفلسطينيين من خلال إنهاء الاحتلال، والاعتراف بالحقوق المشتركة في الأرض والأماكن المقدسة، واحترام القانون الدولي. إنهم يؤكدون على المقاومة اللاعنفية، وحقوق الإنسان، والحرية الدينية، والعدالة التصالحية، ومعارضة جميع أشكال التعصب ، مع دعم المساعدات الإنسانية وجهود بناء السلام الشاملة، وخاصة تلك التي تشمل النساء والمجتمعات المهمشة. ويؤكد المركز أيضًا على الدور الذي يجب أن يلعبه المسيحيون في آفاق التعددية والديمقراطية في المجتمع الفلسطيني ويدعم دولة إسرائيل الآمنة والمستقرة. وتحث الولايات المتحدة على السعي إلى إنشاء دولة فلسطينية وإنهاء الاحتلال الإسرائيلي كجزء لا يتجزأ من مساعدة إسرائيل على تحقيق الأمن والاعتراف وتطبيع العلاقات مع جميع دول المنطقة التي حُرمت منها منذ فترة طويلة.
أعرب مركز الشرق الأوسط للدراسات السياسية عن دعمه لجهود إدارة أوباما الرامية إلى إعادة إرساء المفاوضات المباشرة بين الطرفين الإسرائيلي والفلسطيني. وفي 30 أغسطس/آب 2010، نظموا رسالة إلى الرئيس أوباما أعربوا فيها عن دعمهم لهدفه المتمثل في إنهاء الاحتلال الذي استمر منذ عام 1967 وتحقيق حل عادل وشامل قائم على دولتين للصراع الحالي. وقد وقعت على الرسالة قيادات 29 طائفة ومنظمة وطنية كاثوليكية وأرثوذكسية وبروتستانتية رئيسية وإنجيلية وأفريقية أمريكية تاريخية، واعترفت الرسالة بالصعوبات التي تعترض تحقيق هذا الهدف، لكنها تعهدت ببذل جهود من جانب المجتمع المسيحي الأمريكي لتوسيع الحوار مع المجتمعات اليهودية والفلسطينية الأمريكية للمساعدة في تحقيق هذا الهدف.
كما دعا مركز الشرق الأوسط وشمال أفريقيا للدراسات الإستراتيجية إلى قيادة الولايات المتحدة لإنهاء الأزمة الإنسانية في غزة. وفي يونيو/حزيران 2010 أصدروا بياناً يدعو إلى تخفيف الحصار المفروض على غزة. وبذلك، أكدوا موقفهم بأن الفلسطينيين لديهم الحق في الحصول على أكثر من مجرد المساعدات الإنسانية. يحق لهم "التجارة والسفر والدراسة والعمل الإنتاجي، مع مراعاة متطلبات الأمن المعقولة فقط، والمشاركة في بناء دولة فلسطينية قابلة للحياة مع سكان الضفة الغربية. ولإسرائيل الحق في الدفاع عن النفس ومنع الاتجار غير المشروع بالأسلحة".
يتخذ مركز الشراكة من أجل السلام في أوروبا نهجًا متوازنًا، حيث يؤكد على ضرورة قيام الجانبين بتهيئة الظروف اللازمة للسلام. خلال حرب غزة 2008-2009، أقر مركز دراسات الشرق الأوسط بأن "العملية العسكرية الإسرائيلية الضخمة ألحقت خسائر فادحة بسكان غزة والبنية الأساسية العامة، في حين أدت الهجمات الصاروخية العشوائية المستمرة ضد البلدات في جنوب إسرائيل إلى جعل الحياة الطبيعية هناك مستحيلة".

## الهيكل الإداري والتنظيمي
المديرة التنفيذية لمنظمة كنائس من أجل السلام في الشرق الأوسط، ماي إليز كانون، هي وزيرة وكاتبة وأكاديمية. لقد ألفت العديد من الكتب، بما في ذلك كتاب "دليل العدالة الاجتماعية: خطوات صغيرة من أجل عالم أفضل" (IVP، 2009) و "الروحانية العادلة: كيف تغذي ممارسات الإيمان العمل الاجتماعي" (IVP، 2013) وكانت مؤلفة مشاركة لكتاب "سامحنا: اعترافات إيمان متنازل عنه" (زوندرفان، 2014). كانون هو راعي رسمي في كنيسة العهد الإنجيلية.
يتألف مجلس الإدارة، الذي يتخذ جميع القرارات السياسية، من موظفين من مكاتب السياسة الوطنية لأعضاء الائتلاف وعضوين مستقلين. يتخذ هذا المجلس جميع القرارات السياسية بالإجماع. أعضاء مجلس إدارة CMEP هم:  تحالف المعمدانيين، الكنائس المعمدانية الأمريكية في الولايات المتحدة الأمريكية، أبرشية المسيحيين الأرثوذكس الأنطاكية في أمريكا الشمالية ، الكنيسة الأرثوذكسية الأرثوذكسية ، المؤتمر الكاثوليكي لرؤساء المعاهد الرجالية، مجلس الخدمات العالمية المشتركة للكنيسة المسيحية (تلاميذ المسيح) ، الكنيسة المسيحية الإصلاحية، كنيسة الإخوة، خدمة الكنيسة العالمية، الكنيسة الأسقفية ، كنيسة العهد الإنجيلي، الكنيسة الإنجيلية اللوثرية في أمريكا ، الإنجيليون من أجل العمل الاجتماعي، الرهبان الفرنسيسكان ، لجنة الأصدقاء للتشريع الوطني، أبرشية الروم الأرثوذكس في أمريكا، الكنيسة المورافية في أمريكا ، المجلس الوطني للكنائس ، الكنيسة المشيخية (الولايات المتحدة الأمريكية)، الكنيسة الإصلاحية في أمريكا ، جمعية الوحدويين العالميين، مجلس الخدمات العالمية المشتركة للكنيسة المتحدة للمسيح، المجلس العام للكنيسة والمجتمع في الكنيسة الميثودية المتحدة ، قسم النساء في الكنيسة الميثودية المتحدة.

## تصريحات حول منظمة الكنائس
... الجهود الحزبية التي تبذلها مؤسستك ... إن الدعوة إلى قيادة أميركية مستدامة في عملية السلام أمر مثير للإعجاب ... إن رؤيتكم لاتفاق تفاوضي لإنهاء الصراع، مع وجود إسرائيل آمنة تعيش جنباً إلى جنب مع دولة فلسطينية مستقلة وقابلة للحياة، هي رؤيتنا قيمة وتأتي في الوقت المناسب ... إن العمل الدعائي الذي تقوم به CMEP له أهمية كبيرة. شكرًا لك ولأعضائك على عملكم المستمر لتعزيز السلام العادل والدائم والشامل.— سين ريتشارد لوغار (إنديانا) 
الصراع العربي الإسرائيلي ليس بالأساس دينيًا. لكنني أعتقد أن القادة الدينيين – المسيحيين واليهود والمسلمين – يمكنهم أن يلعبوا دورًا حاسمًا في إيجاد الحلول. بالطبع، سيكون الطريق نحو السلام طويلاً وصعبًا. لكننا سنجد القوة إذا سلكنا هذا الطريق معًا. أشكركم على التزامكم في هذا المسعى وأهنئكم على المؤتمر الناجح.

— السيناتور جون كيري (ماساتشوستس) .
بينما من المهم دائمًا الدعاء من أجل السلام، فإن التزامك النشط بصنع السلام على المستوى الشعبي ضروري لنجاح جهود الرئيس للسلام

 — النائب دونالد باين (نيوجيرسي).
المنظمة ليس شاهدا عادلا. لدى المجموعة تحيزات قوية معادية لإسرائيل. نعم ، لقد وجدت قرارا لها يدين الهجمات الإرهابية ، لكنه مدفون على صفحة ويب. لكنني لم أسمع أي إشارة إلى الإرهاب على الإطلاق في مؤتمرهم. تعرضت إسرائيل لانتقادات في كل منعطف. هناك عقلية ثنائية فيها: الفلسطينيون هم الضحايا وإسرائيل الجناة. تم تجاهل المخاوف اليهودية أو التقليل من شأنها إلى حد كبير. إذا انتهى الاحتلال فقط، نعتقد أن الصراع سينتهي. لكن ألم يكن هناك صراع قبل عام 1967 وبداية الاحتلال؟ ربما إذن إسرائيل كلها "احتلال"؟

- الحاخام كينيث ل. كوهين ، مؤسس مشروع الكرمة والتين.
... هؤلاء أناس طيبون. لكن إذا لم يكونوا أعداء، فهم خصوم. وعلى الرغم من أن المواقف المعبر عنها غالبًا ما تحمل بعض الحقائق، إلا أن النبرة العامة كانت تفتقر إلى التوازن والعدالة؛ قلت ذلك بهدوء، بأدب، ولكن بحزم. ما كان مشجعًا لي هو أنني أعتقد أن الناس كانوا مستعدين للاستماع. كان هناك إرادة طيبة.

— الحاخام كينيث ل. كوهين، مؤسس مشروع الكرمة والتين.
كنائس من أجل السلام في الشرق الأوسط ممتنة للحاخام كينيث كوهين على تأملاته الصادقة حول مؤتمرنا السنوي للدعوة. نأمل أن تفتح تعليقات الحاخام كوهين حوارًا أكبر بين CMEP والمجتمع اليهودي.

— مدير CMEP التنفيذي السابق السفير (متقاعد) وارن كلارك ردًا على التصريحات المذكورة أعلاه.
بوجودك ونشاطك، تُظهر الروح الحقيقية لهذا البلد. أهنئك على عملك وأنا سعيد بأن أكون في نفس الفريق مع المنظمة.

— النائب بريان بارد (واشنطن)
تقدم كنائس من أجل السلام في الشرق الأوسط آراء ومعلومات متوازنة لي ولطاقمي، وأنا آخذها على محمل الجد. بشأن القضايا الشائكة التي تشكل جزءًا لا يتجزأ من سياسة الشرق الأوسط، كما تقدم وضوحًا لصوت الكنائس.

— سيناتور الولايات المتحدة جيم جيفوردز (فيرمونت).
كأحد الذين يؤمنون بأن السلام في الشرق الأوسط ممكن، أُشيد بجهود الكنائس من أجل السلام في الشرق الأوسط. لقد وجدت أن جهود الدعوة لـ CMEP في واشنطن لا غنى عنها، سواء في دوري كأمين عام للمجلس الوطني للكنائس أو كعضو سابق في الكونغرس.

— القس الدكتور بوب إدجار، المجلس الوطني للكنائس